# حصار البصرة 1826
حصار البصرة 1826 هو حصار فرضه حمود بن ثامر السعدون شيخ قبائل المنتفق العراقية من عرب العراق، على مدينة البصرة سنة 1242هـ/1826م بعد أن توترت الأوضاع بينه وبين داود باشا والي بغداد، حيث حاول الوالي انتزاع مشيخة القبيلة من حمود وإعطائها إلى ابن أخيه عقيل أو عجيل بن محمد بن ثامر السعدون، وجهزه بجيش كبير. فلما تأكد الشيخ حمود من هذا الخبر أرسل إلى حليفه الشيخ غيث بن غضبان أمير بني كعب لمساعدته في حصار البصرة بما معه من الرجال والسفن، فأرسل الشيخ غيث كتابًا إلى سعيد بن سلطان البوسعيدي سلطان مسقط يطلب منه المساعدة بإرسال مايمكن من السفن والرجال لمناصرتهم في ضرب الحصار على البصرة، فأرسل السلطان قواته بسفن كثيرة، وبذا اكتمل الحصار على البصرة. إلا أنه لم يدم أكثر من شهرين بسبب تفكك التحالف الذي حاصر المدينة، وطول مدة الحصار حيث أن القبائل لاتطيق ذلك.

## البداية
بدأت الخلافات بين داود باشا وحمود الثامر السعدون بعد صدور الفرمان السلطاني بعزل سعيد باشا بن سليمان الكبير حليف السعدون عن ولاية العراق وتعيين داود باشا بدلا عنه، فتحرك داود باشا بقواته إلى بغداد، مما حدا بالوالي سعيد باشا أن بطلب الدعم من حليفه الشيخ حمود الثامر الذي لم يتأخر في نجدته بـ 1500 مقاتل، فوقعت المعركة بين الطرفين خارج بغداد يوم 7 كانون الثاني/يناير 1817م ونتجت عن انتصار أولي لسعيد باشا وانسحاب داود باشا نحو الشمال بغية الاستراحة، فاعتقد سعيد باشا أنه أصبح بمأمن بعد هذا الانتصار فطلب من جيش المنتفق العودة إلى دياره، فاستغل داود باشا ذلك الانسحاب فدخل بغداد بسهولة يوم 20 شباط/فبراير من نفس العام وعزل سعيد باشا.
بعد أن استتب الأمر لداود باشا قدر أن الخطر المباشر لسلطته يأتي من نفوذ المنتفق ووحدتها، لذلك كرس جهده لضرب تلك الوحدة من داخلها. فالغيوم المتلبدة بين داود باشا والشيخ حمود لم بلطفها الرسائل المتبادلة التي ذكر فيها حمود الثامر للوالي باحتلال الدرعية وسقوط إمارة آل سعود، ولا بالوفد الكبير الذي أرسلته المنتفق محملا بالهدايا سنة 1820م بمناسبة ختان طوسون نجل الوزير داود باشا. وقد التقى الوالي بالوفد، وجس رأيهم حول ضرورة تبديل أمير المنتفق لكبر سنه وكفافه، إلا أنه جوبه بموقف موحد ومتمسك بحمود الثامر، مما دفع الباشا بالتريث قليلا.
واستمر الباشا يبحث عن شخصية في المنتفق موازية لحمود الثامر من هيبة ونفوذ الذي خلق للقبيلة سيادة لاتريد أن تتنازل عنها لسيادة داود باشا، بل وأنها أبعدت موظفيه ومنعت دخولهم لأراضيها. وأبرزها هو تجاهل حمود الثامر مقابلة مندوب الوالي (إبراهيم بك آل عبد الجليل) لأمر هام سنة 1823م، ولم يقابله إلا بعد شهر من وصوله تحقيرا للوالي وإشعاره بقوة المنتفق. فدفع ذلك الباشا أن يشجع كل منافس لحمود، فكثر المرشحون حول الباشا، فأعلن عن عزل الشيخ حمود الثامر عن إمارة المنتفق وتوليتها للشيخ عجيل بن محمد الثامر والمعروف باسم «أخو سعدى»، فأربك ذلك الأمر الشيخ حمود فعقد تحالف مع الشيخ غيث بن غضبان أمير إمارة بني كعب يتضمن مناصرة أحدهم الآخر بوجه محاولات داود باشا.

## الحصار
أعلن داود باشا عزل حمود بن ثامر السعدون عن إمارة المنتفق وتوليتها للشيخ عجيل بن محمد بن ثامر، وألبسه خلعة الإمارة في بداية سنة 1826م وزوده بالكثير من الأسلحة والذخيرة، ثم أمره بالتوجه إلى سوق الشيوخ لتكون مركز إمارته. ثم أرسل الوزير إلى متسلم البصرة عزيز آغا وأمره بإعلان عزل حمود وتولية ابن اخيه عجيل، وأمره أيضا بالتحفظ على البصرة ونواحيها. فبدأ الشيخ حمود بالمبادرة، حيث أرسل ولديه ماجد وفيصل لحصار البصرة، وانضمت معه في نفس الوقت قوات بني كعب بقيادة مبادر وثامر أخوي الشيخ غيث وانضمت إليه جماعة من آل قشعم وآل حميد وآل رفيع وهم من عشائر جنوب العراق،. فأمر الشيخ حمود إبنه فيصل ليرابط في جهة البصرة الجنوبية بالقرب من نهر السراجي في المحمل المسمى «أبو سلال» ومعه القوات الكعبية، بينما يرابط ماجد في جهة البصرة الشمالية عند المعقل بجوار نهرها، وبذا يكون الشيخ حمود قد أحاط البصرة من الجانبين وضرب عليها الحصار. وقبل التحرك كتب الشيخ غيث إلى السلطان سعيد بن سلطان البوسعيدي يسأله ان يمده ما أمكن من السفن والرجال لمناصرته في حصار البصرة، وقيل أن الشيخ حمود هو من أرسل إلى سلطان عمان يسأله المدد. وقد كان فيصل بن حمود يغير على البصرة ليل نهار.
لم يلبث قليلًا حتى وصلت قطع من الإسطول العماني تحت قيادة أحد أبناء الإمام وابن عم له يدعى السيد محمد، فرست في محل خاص دون أن تنضم إلى أحد الطرفين، ولكن وجود تلك القوات قد أزم الوضع وزاد من التوتر بحيث باتت البصرة مهددة بالسقوط، فقام متسلم البصرة عزيز آغا وبنصيحة من أمير الزبير على الزهير بإرسال بعض الأموال والهدايا إليهم ومعرفة سبب وجودهم في ذلك المكان وخوّفهم من غضب الدولة إذا مانضموا إلى جهة العدو، وطلب منهم الالتزام بالحياد إذا لم يرغبوا بالقتال معه، فأعلن الأسطول حياده وعدم انضمامه إلى أي من طرفي القتال وانسحب من المكان. وبعد ذلك كتب متسلم البصرة عزيز آغا إلى الشيخ جابر حاكم الكويت يطلب منه القدوم بقواته إلى البصرة، فقدم الشيخ جابر بأسطوله إلى البصرة ورابط أمام المدينة. ثم أرسل عزيز آغا وفدًا من وجوه وسادات البصرة ورجال الدين إلى مبادر وثامر إبني الشيخ غيث ليطبوا منهما رفع الحصار وإبطال الحرب وإعلان الهدنة، فلبيا طلبهم وانسحبوا بقواتهما وعادا إلى المحمرة ورابطا في المحرزي
بعد تلك الانسحابات عن حصار البصرة تجمع البصريون مع عساكر العقيلات النجدية -الذبن هم داخل البصرة- وهاجموا جموع فيصل على غرة وحملوا عليهم حملة رجل واحد حتى كسروهم، فانسحب فيصل من موضعه بعد تمزق جموعه والتحق بجيش أخيه ماجد عند نهر المعقل، واقترح عليه أن يذهبا إلى والدهما ليستشيراه فيما يجب عليهما فعله، إلا أن ماجد رفض قائلا:«لن أذهب حتى أملك البصرة، وأجعل عاليها سافلها»، فتركه فيصل وذهب إلى والده، بينما راودت الشيخ ماجد فكرة احتلال البصرة. وعندما تأهب للأمر عاد عليه المقاتلون الزبيريون ليخرجوه، فنشبت بينهما معركة قاتل فيها أهل الزبير قتالا شديدًا وشجاعًا، فكسروا الطوق ودخلوا البصرة. عندها فر ماجد فخرج جيش المتسلم على خيامه فغنموها، وأقبل النجدبون إلى البصرة فأكرمهم المتسلم. وقد ذكر خزعل أن بعد انسحاب مبادر وثامر أمر الشيخ حمود ابنه فيصل بالانضمام إلى أخيه ماجد في نهر المعقل، ثم أمرهما معا بالانسحاب والالتحاق بقوات مبادر وثامر في المحمرة، ومعهما عيسى السعدون شيخ المنتفق المستقبلي. وبذلك رفع الحصار عن البصرة، وعادت قوات الشيخ جابر إلى الكويت.

## مابعد الحصار
وصل الشيخ عجيل إلى قرية البغيلة (النعمانية حاليا) حيث ورد إليه أعمامه فبايعوه فأكرمهم، فلما رأى الشيخ حمود أن إخوانه والقبيلة تركوه والتفوا حول ابن أخيه خاصة بعد قيامه بتوزيع العطايا واعطاء الوعود، وأدرك أنه مسنود بقوة حكومية ذات كثافة نارية شديدة مكنته من امتلاك زمام الأمور، فما كان منه سوى الفرار. فقصد الكويت في البداية ثم عاد إلى بادية البصرة، فأمسك به الشيخ عجيل في تشرين الثاني/نوفمبر 1826، حيث أرسله إلى الوزير داود باشا في بغداد، فقام الوزير بوضعه تحت الإقامة الجبرية. أما أبناء الشيخ حمود فقد رفضا الخضوع لعجيل، فذهبا إلى المحمرة وبقيا فيها إلى حين سقوط داود باشا وسقوط حكم المماليك ووصول علي رضا باشا لحكم بغداد سنة 1831م.